# Espai afí
En matemàtiques, un espai afí és una estructura que generalitza el concepte d'espai euclidià. Històricament, la noció d'espai afí neix del problema creat per l'aparició de noves geometries, perfectament coherents, però diferents de la d'Euclides, i del seu axioma del paral·lelisme. Per aconseguir la seva harmonització, va caldre redefinir el concepte d'espai euclidià, excloent-hi el concepte de distància, i tot el que això representa, com longitud i angle. El resultat de tot això, va ser una geometria afí, on l'espai apareix com una estructura algebraica, molt propera a espai vectorial, del que n'ha estat alliberat posteriorment, donant lloc a l'àlgebra lineal.

## Història
La demostració del cinquè postulat d'Euclides va originar la creació de les anomenades geometries no-euclidianes. Durant aquesta revolució Euler va desenvolupar una nova geometria basada únicament en certs teoremes basats en els postulats I,II,V d'Euclides, d'aquesta formulació va esdevenir la geometria Afí.
Estudiada primerament per Euler i, de gran importància actual, ja que és utilitzada en la Geometria de Minkowski de l'espaitemps, amb la geometria Afí ens aproximem al que passa en l'espai físic, on aparentment, no hi ha punts millors que altres. En aquesta geometria estudiarem objectes com rectes i plans i propietats com el paral·lelisme que respon a conceptes estudiats fa temps en geometria.

## Definicions

### 1a definició d'espai afí
Un espai afí sobre un cos {\displaystyle \mathbb {K} \,} és el triplet {\displaystyle (A,E,\varphi )\,} on:
- {\displaystyle A\,} és un conjunt no buit: {\displaystyle A\neq \emptyset \,}.

- {\displaystyle E\,} és un espai vectorial.

- {\displaystyle \varphi \,} és una aplicació {\displaystyle \varphi :A\times A\rightarrow E\,}, que anomenarem estructural, i que compleix:

1.
{\displaystyle {\begin{array}{cccc}\varphi _{p}:&A&\rightarrow &E\\&q&\mapsto &\varphi (p,q)\\\end{array}}\quad {\text{ bijectiva }}\forall p\in A}
2.
{\displaystyle \varphi (p,q)+\varphi (q,r)=\varphi (p,r)\,}, {\displaystyle \forall p,q,r\in A\,}.
Notarem
{\displaystyle \varphi (p,q)={\vec {pq}}}
i escriurem que {\displaystyle p} i {\displaystyle q} són l'origen i l'extrem del vector {\displaystyle {\vec {pq}}}. Amb aquesta notació, la segona propietat de l'aplicació estructural {\displaystyle \varphi } es pot escriure com:
{\displaystyle {\vec {pq}}+{\vec {qr}}={\vec {pr}}}
Els elements del conjunt {\displaystyle A\,} es diuen punts. {\displaystyle E} es diu espai vectorial associat a {\displaystyle A\,} i definim la dimensió de {\displaystyle A\,} com la dimensió de {\displaystyle E}

### 2a definició d'espai afí
Un resultat que ens proporciona una caracterització equivalent d'un espai afí però més còmode en segons quines circumstàncies, és que tot espai afí es pot definir com a conjunt de translacions.

Sigui {\displaystyle (A,E,\varphi )} un espai Afí. Donat {\displaystyle u\in E}, anomenarem translació de vector {\displaystyle u} a l'aplicació:
{\displaystyle {\begin{array}{cccc}T_{u}:&A&\rightarrow &A\\&p&\mapsto &\varphi _{p}^{-1}(u)\\\end{array}}\quad }
És a dir, {\displaystyle T_{u}(p)} és un punt {\displaystyle q} tal que {\displaystyle {\vec {pq}}=u}

PROPIETATS:
1) {\displaystyle T_{u}{\text{és bijectiva }}\forall u\in E}
2) Si existeix {\displaystyle p\in A} tal que {\displaystyle T_{u}(p)=T_{v}(p)}, aleshores {\displaystyle u=v}
3)Donat {\displaystyle p,q\in A}. Existeix un, i només un {\displaystyle u\in E} tal que {\displaystyle T_{u}(p)=q}

## Exemples d'espais afins
- Els sistemes d'equacions tenen estructura afí, on les solucions dels sistemes homogenis són elements de l'espai vectorial associat i les solucions particulars del sistema general són punts.

- L'espai afí definit pel triplet {\displaystyle (\mathbb {R} ^{2},\mathbb {R} ^{2},\varphi )\,} on definim {\displaystyle \varphi \,} per {\displaystyle \varphi ((x_{1},y_{1}),(x_{2},y_{2}))=(x_{2}-x_{1},y_{2}-y_{1})\,}.

És l'espai afí de dimensió 2, o sigui, el pla afí.
- De forma més general, si {\displaystyle \mathbb {K} \,} és un cos qualsevol, l'espai afí canònic sobre {\displaystyle \mathbb {K} \,} de dimensió n és el triplet:

 {\displaystyle {\mathcal {A}}^{n}(\mathbb {K} )=(\mathbb {K} ^{n},\mathbb {K} ^{n},\varphi )\,} 
on {\displaystyle \mathbb {K} ^{n}\,} és vist a la vegada com un espai de punts i un {\displaystyle \mathbb {K} \,}-espai vectorial, i l'aplicació {\displaystyle \varphi \,} està definida per:
 {\displaystyle \varphi ((x_{1},x_{2},\dots ,x_{n}),(y_{1},y_{2},\dots ,y_{n}))=(y_{1}-x_{1},y_{2}-x_{2},\dots ,y_{n}-x_{n})\,} 

## Varietats lineals
Sigui {\displaystyle (A,E,\varphi )\,} un espai afí. Sigui {\displaystyle a\in A\,} un punt qualsevol, i {\displaystyle F\,} un subespai vectorial de {\displaystyle E\,}. Es diu varietat lineal que passa per {\displaystyle a\,} i té la direcció de {\displaystyle F\,}, el subconjunt de {\displaystyle A\,}
 {\displaystyle \left\{b\in A|{\overrightarrow {ab}}\in F\right\}\,} 
Aquesta varietat lineal es pot designar per: {\displaystyle a+F=\left\{b\in A;b=a+u,u\in F\right\}\,}.

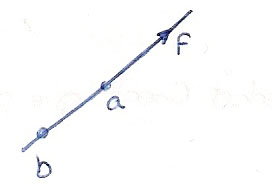

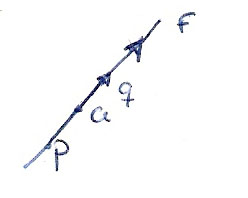

PROPIETATS:
```
1. Si 

  

    

      

        
b

        
∈

        

          
a

          
+

          
F

        

        
⇒

        

          
b

          
+

          
F

          
=

          
a

          
+

          
F

        

      

    

    
{\displaystyle b\in {a+F}\Rightarrow {b+F=a+F}}

  

```

```
2. Si 

  

    

      

        
p

        
,

        
q

        
∈

        

          
a

          
+

          
F

        

        
⇒

        

          

            

              

                

                  
p

                  
q

                

                
→

              

            

          

          
∈

          

            
F

          

        

      

    

    
{\displaystyle p,q\in {a+F}\Rightarrow {{\vec {pq}}\in {F}}}

  

```

## Intersecció i suma de varietats lineals

### Intersecció

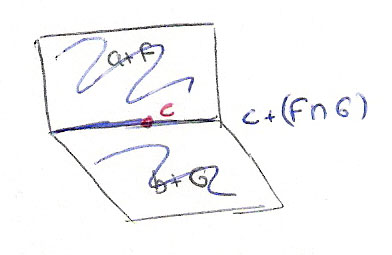

La intersecció de dues varietats lineals, si no és buida, és una varietat lineal. Aquesta afirmació és una conseqüència de les següents proposicions:
1. Dues varietats {\displaystyle V_{1}=a+F} i {\displaystyle V_{2}=b+G} es tallen si i només si

{\displaystyle {\vec {ab}}\in {F+G}}
1. Si dues varietats {\displaystyle V_{1}=a+F} i {\displaystyle V_{2}=b+G} tenen un punt {\displaystyle c} en comú, aleshores

{\displaystyle V_{1}\cap V_{2}=c+(F\cap G)}

### Suma de varietats lineals
La unió de dues varietat lineals no és, en general, una varietat lineal. En el seu lloc, pot considerar-se la varietat mínima que conte un conjunt de varietats lineals donandes i que es defineix com, considerant {\displaystyle L_{1}=a+F} i {\displaystyle L_{2}=b+F}:
{\displaystyle L_{1}\lor L_{2}=a+(F+G+\langle {\vec {ab}}\rangle )}
on {\displaystyle \langle {\vec {ab}}\rangle } és l'espai vectorial generat pel vector {\displaystyle {\vec {ab}}}. Aquesta varietat mínima o generada per {\displaystyle L_{1}} i {\displaystyle L_{2}} s'anomena també varietat suma de {\displaystyle L_{1}} i {\displaystyle L_{2}}. En aquest cas notarem {\displaystyle (L_{1}+L_{2})}.

### Fórmula de Grassmann per varietats lineals
Les proposicions d'aquesta secció amb la definició de varietat suma o mínima ens permeten relacionar les dimensions resultants de les interseccions i sumes de varietats lineals de forma anàloga a les fórmules de Grassmann vectorials. Siguin {\displaystyle L_{1}=a+F} i {\displaystyle L_{2}=b+F} dues varietats lineals.
1. Si {\displaystyle L_{1}\cap L_{2}\neq \emptyset }:

{\displaystyle {\text{dim }}L_{1}+L_{2}={\text{dim }}L_{1}+{\text{dim }}L_{2}-{\text{dim }}(L_{1}\cap L_{2})}
1. Si {\displaystyle L_{1}\cap L_{2}=\emptyset }:

{\displaystyle {\text{dim }}L_{1}+L_{2}={\text{dim }}L_{1}+{\text{dim }}L_{2}-{\text{dim }}(F\cap G)+1}

## Noció de paral·lelisme
En un espai afí {\displaystyle (A,E,\varphi )\,}, dues varietats lineals {\displaystyle a+F,b+G\,} són paral·leles si {\displaystyle F\subset G\,}o {\displaystyle G\subset F\,}.
Cinquè axioma d'Euclides : En un espai afí, donat un punt {\displaystyle a\,} i una direcció qualsevol {\displaystyle F\,}, existeix una única varietat que passa pel punt {\displaystyle a\,}, i té a {\displaystyle F\,} com a direcció.